# Domenico Pozzoni
Domenico Pozzoni PIME (chinesisch 師多敏; * 22. Dezember 1861 in Paderno d’Adda, Königreich Italien; † 20. Februar 1924 in Hongkong) war ein italienischer Geistlicher.
Pozzoni legte am 10. Juli 1882 die Profess ab und wurde am 1. März 1885 zum Priester für das Päpstliche Institut für die auswärtigen Missionen geweiht.
Papst Pius X. ernannte ihn am 12. Juli 1905 zum Apostolischen Vikar von Hongkong und Titularbischof von Tavium. Am 1. Oktober 1905 weihte Giovanni Menicatti, PIME, Apostolischer Vikar von Nord Honan in China, ihn in Hongkong zum Bischof. Mitkonsekratoren waren Isidoro Clemente Gutiérrez, OP, Apostolischer Vikar von Amoy, und Jean-Maria Merei, MEP, Apostolischer Vikar von Canton.